# Saison 4 de Rush
Chronologie
Saison 3
Cet article présente le guide des épisodes la quatrième saison de la série télévisée australienne Rush.

## Distribution

### Acteurs principaux
- Rodger Corser : Lawson Blake
- Callan Mulvey : Brendan « Josh » Joshua
- Nicole da Silva : Stella Dagostino
- Ashley Zukerman : Michael Sandrelli (épisodes 1 à 8)
- Samuel Johnson (en) : Leon Broznic
- Catherine McClements : Kerry Vincent
- Jolene Anderson : Shannon Henry
- Kevin Hofbauer (en) : Christian Tapu
- Antony Starr : Charlie Lewis

### Invités
- Jane Allsop (en) : Tash Button
- Ella Shenman : Minka Button
- Ian Meadows (en) : James Vincent
- Emily Wheaton (en) : Amber Cushing
- Elena Mandalis : Anna Vargis

## Épisodes

### Épisode 1:Nouvelle donne
- Australie : 1er septembre 2011 sur Network Ten
- France : 21 novembre 2014 sur Numéro 23[1]

- Australie : 778 000 téléspectateurs[2]

### Épisode 2:Cohabitations
- Australie : 1er septembre 2011 sur Network Ten
- France : 24 novembre 2014 sur Numéro 23[1]

- Australie : 719 000 téléspectateurs[2]

### Épisode 3:Le Choc
- Australie : 8 septembre 2011 sur Network Ten
- France : 25 novembre 2014 sur Numéro 23[1]

- Australie : 631 000 téléspectateurs[3]

### Épisode 4:Le Nez tordu
- Australie : 15 septembre 2011 sur Network Ten
- France : 26 novembre 2014 sur Numéro 23[1]

- Australie : 660 000 téléspectateurs[4]

### Épisode 5:Le Prix à payer
- Australie : 22 septembre 2011 sur Network Ten
- France : 28 novembre 2014 sur Numéro 23[1]

- Australie : 753 000 téléspectateurs[5]

### Épisode 6:Les Nerfs à vif
- Australie : 29 septembre 2011 sur Network Ten
- France : 28 novembre 2014 sur Numéro 23[1]

- Australie : 665 000 téléspectateurs[6]

### Épisode 7:Où est Michael?
- Australie : 6 octobre 2011 sur Network Ten
- France : 30 décembre 2014 sur Numéro 23[1]

- Australie : 660 000 téléspectateurs[7]

### Épisode 8:Soins intensifs
- Australie : 13 octobre 2011 sur Network Ten
- France : 31 décembre 2014 sur Numéro 23[1]

- Australie : 651 000 téléspectateurs[8]

### Épisode 9:Une mission explosive
- Australie : 20 octobre 2011 sur Network Ten
- France : 31 décembre 2014 sur Numéro 23[1]

- Australie : 617 000 téléspectateurs[9]

### Épisode 10:Le Coucou
- Australie : 27 octobre 2011 sur Network Ten
- France : 31 décembre 2014 sur Numéro 23[1]

- Australie : 573 000 téléspectateurs

### Épisode 11:Question de vengeance
- Australie : 3 novembre 2011 sur Network Ten
- France : 2 janvier 2015 sur Numéro 23[1]

- Australie : 677 000 téléspectateurs

### Épisode 12:Le Procès
- Australie : 10 novembre 2011 sur Network Ten
- France : 3 janvier 2015 sur Numéro 23[1]

- Australie : 730 000 téléspectateurs

### Épisode 13:Course contre la montre
- Australie : 17 novembre 2011 sur Network Ten
- France : 4 janvier 2015 sur Numéro 23[1]

- Australie : 512 000 téléspectateurs